# Hirrius mindanaensis
Hirrius mindanaensis är en insektsart som beskrevs av Günther, K. 1938. Hirrius mindanaensis ingår i släktet Hirrius och familjen torngräshoppor. Inga underarter finns listade i Catalogue of Life.